# Cerro de las Cabezas

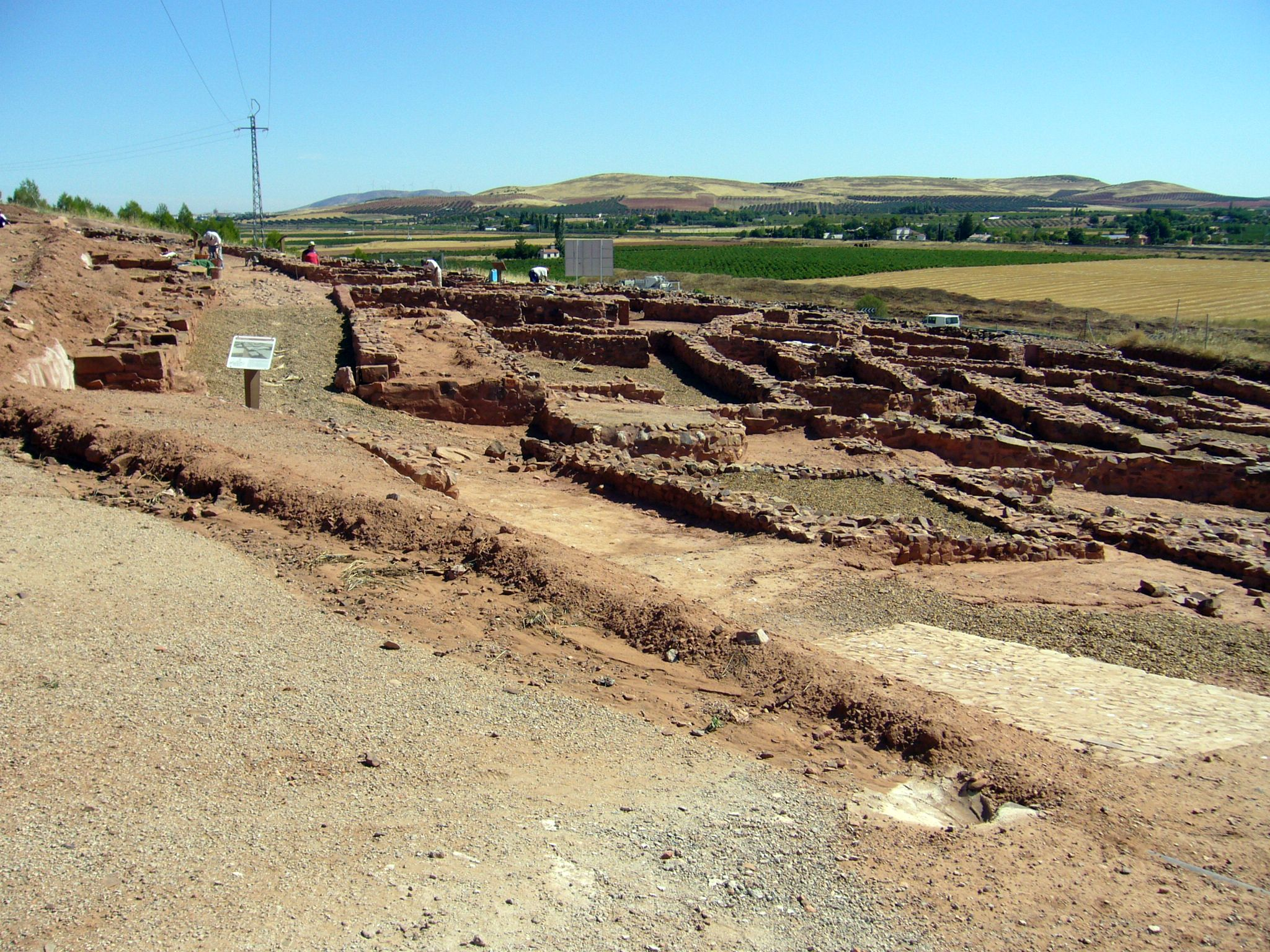
Vista parcial de una de las partes consolidadas de la excavación arqueológica del Cerro de las Cabezas en las proximidades de Valdepeñas (Ciudad Real) en España.

El Cerro de las Cabezas es un yacimiento arqueológico de origen íbero-oretano, situado a unos 8 km al sur de la actual ciudad de Valdepeñas, en la provincia de Ciudad Real (salida 208 de la A-4 sentido sur, sin señalización en sentido norte). El yacimiento se encuentra sobre un cerro de aproximadamente 800 metros de altura, y abarca la zona comprendida entre la cima y la falda este, zona que ha sido parcialmente destruida por la construcción de la autovía del Sur o A-4, que une Madrid con Andalucía.
El lugar estuvo habitado desde el siglo VI al II a. C. La excavación se comenzó por la base del cerro. Se trata de una ciudad amurallada, de la que se conservan íntegramente los cimientos de las casas y los zócalos de la muralla exterior, hechos con grandes bloques de piedra que encajan perfectamente unos con otros. Por encima de los mismos se levantarían los muros propiamente dichos, hechos de adobe, que han desaparecido. La situación en su emplazamiento se debe a razones estratégicas por el control de la ruta entre el valle del Guadalquivir, y por lo tanto Andalucía, con la Meseta Sur.
Este lugar no tiene nada que ver con la ciudad de Edeba, tal y como algunos creen, de cuya existencia da testimonio la inscripción en un decempondo (medida de peso) romano de la época del emperador Trajano, descubierto, tal y como dice Eusebio Vasco, en el paraje Virgen de la Cabeza, en la carretera de Valdepeñas a Torrenueva, a 11 km al sur de Valdepeñas y a 1 km al norte de Torrenueva, a finales del siglo XIX.

## Yacimiento y centro de interpretación
Las excavaciones arqueológicas realizadas han revelado gran cantidad y riqueza de restos de alfarería con dibujos llevados a cabo mediante técnicas de estampillado, utensilios metálicos de uso doméstico, aceite, vino...
En octubre de 2010 se hallaron en la que tuvo que ser la calle principal, los restos de dos cadáveres de niños decapitados, se creyó que pudo ser un sacrificio humano para fundar la ampliación de la ciudad hacia el río. Cuatro años después, durante el análisis antropológico, se determinó que eran dos adultos de entre 30 y 50 años. Según difundió la prensa, se cree que quizá pudieron haber sido ladrones o enemigos del pueblo.
Junto al yacimiento, se encuentra el centro cultural de interpretación con material audiovisual y maquetas.

## Procesos de Excavación
La excavación arqueológica se inició con pequeños sondeos en 1984 y 1985, con el apoyo del IES Bernardo Balbuena de Valdepeñas. Pero, con motivo de la construcción de la autovía del Sur, en 1986 se dio el impulso necesario para la realización de la excavación, se llevaron a cabo dos campañas intensas que confirmaron la importancia del propio yacimiento, por lo que se desvió el trazado de la autovía, consiguiendo conservar alrededor de 20000 m2.
La segunda fase de excavación se inició en 1995, en un esfuerzo conjunto de la Junta de Comunidades de Castilla-La Mancha y del Ayuntamiento de Valdepeñas. En esta fase se alternaron los procesos arqueológicos con los procesos de conservación. Los esfuerzos de excavación se centraron en la muralla sur, permitieron el hallazgo y documentación de una gran parte de las estructuras defensivas de la muralla en esta zona, incluyendo una serie de bastiones y una de las puertas principales de la ciudad. Las sucesivas campañas de excavaciones arqueológicas han permitido sacar a la luz una extensión aproximada de 14000 m² de la ciudad ibérica, apenas un 10% de la superficie total del yacimiento.
Cabe destacar que, en la otra zona excavada del yacimiento, en el Área Urbana Norte, el urbanismo presentaba características diferentes a la zona de la Muralla Sur.
En el año 2010 las intervenciones se han ido desarrollando, organizadas principalmente por el Ayuntamiento de Valdepeñas, mediante cursos intensivos de Arqueología. Para facilitar la labor de excavación y restauración, se llevó a cabo la construcción de una serie de infraestructuras que complementan y dan vida al Conjunto arqueológico.
Así, anexo al yacimiento se encuentra una parcela de 2 hectáreas en la que el Ayuntamiento de Valdepeñas, en la que se encuentran Centro de Interpretación y la Ciudad Ibérica. La parcela linda por el Norte con las excavaciones, y por el Sur con un carril de acceso al Conjunto Arqueológico, teniendo como punto central para las visitas al yacimiento el “Centro de Interpretación Cerro las Cabezas” y la posterior visita a la Ciudad Ibérica.

## Santuario
Existen evidencias de un santuario de entrada en la puerta norte
Igualmente, se ha planteado la existencia de un segundo santuario en  la muralla sur.
Desde del punto de vista territorial, la comunidad del Cerro de las Cabezas tendría sin duda relación con el santuario rupestre del Collado de los Jardines, en Despeñaperros, al que acudirían devotos de otras ciudades oretanas como Cástulo o Giribaile.

## Necrópolis
Se encuentra a solo 222 metros al este de las murallas orientales del poblado, en una zona de vega que resulta claramente visible desde el Cerro. Esta área fue descubierta en 2013 gracias a un procedimiento de prevención de impactos y protección al patrimonio arqueológico durante la implantación de una línea eléctrica de alta tensión. Por el momento tan sólo se habían detectado algunos enterramientos puntuales dentro del poblado, pero no un área funeraria asociada al mismo.
En esta zona se encontraron un total de 14 tumbas de incineración y dos construcciones claramente vinculadas con el funcionamiento de la necrópolis: un ustrinum (lugar donde se quemaban los cadáveres) y un túmulo que alberga seis de las tumbas documentadas. Las demás tumbas descubiertas estaban enterradas en los alrededores de las construcciones descritas.
La Tumba 1 es considerada la mejor conservada. Corresponde a un enterramiento de cremación en urna, con piezas de ajuar asociadas como fusayolas, fíbulas, armas y recipientes cerámicos. Lo que hace especial a esta tumba es que cuenta con ajuar de importación, una placa de terra sigillata italiana sellada en la fábrica de L. Titivs y datada entre 15/40 AD. También proporciona información valiosa sobre los rituales funerarios y costumbres culturales que se practicaban en la época romana e ibérica. El hecho de que se haya encontrado una urna funeraria con restos humanos incinerados sugiere que se seguía practicando el rito funerario ibérico de incineración durante los primeros años de nuestra era en el sur de la Meseta. Además, la presencia de piezas de ajuar como fusayolas, fíbulas y armas sugiere que se trataba de un enterramiento perteneciente a una persona importante o con cierto estatus social. 

## Materiales de construcción
El yacimiento sigue la dinámica general del resto del mundo ibérico. En lo que a materiales y técnicas se refiere, los principales materiales empleados en la construcción son piedras como la cuarcita local, así como el adobe y el tapial, además de refuerzos de materiales vegetales, aunque encontramos algunas excepciones.
La mayoría de los materiales utilizados para su construcción fueron extraídos de la misma zona del cerro, por ello vemos que hacen mucho uso de la cuarcita y de otro tipo de piedras que se encuentran en la zona. Sin embargo, también hay materiales en el cerro que han sido transportados desde otros lugares, como es el caso del suelo completo de una casa hecho a base de pizarra verde que se piensa que pudo haber sido extraída en Sierra Morena para el suelo de una casa con cierta importancia, debido a la distancia entre el cerro y el lugar de origen de la pizarra. El pueblo oretano contaba con un gran dominio de la alfarería, prueba de ello es el uso extensivo del adobe y el tapial obtenido a partir del barro del río Jabalón. 
En cuanto a las técnicas constructivas empleadas en el yacimiento, observamos que las bases estaban compuestas de mampostería de piedra, en la parte superior a estas encontramos materiales más frágiles como el tapial o materiales vegetales. Cabe mencionar que la mayoría de los muros son ciegos y bastante gruesos, pensados para retener el calor. Además, estos eran pintados con pigmentos rojos o blancos en la mayoría de ocasiones. Las únicas aperturas que encontramos en los muros son las puertas, las cuales estaban hechas de tablones de madera unidos a un tronco que servía de eje, el cual estaba conectado a los dinteles de madera de la parte superior de la puerta. Por su parte, las cubiertas eran planas, en su composición primero encontramos unas vigas de troncos cuya finalidad era sostener un techo de cañas que posteriormente era cubierto de una capa vegetal, que en ocasiones podía estar hecha de pieles que impermeabilizasen la construcción. Con el fin de dar una mayor estabilidad a las viviendas, en muchas ocasiones se hacía uso de troncos verticales en medio de las estancias que hacían de pilar. Los suelos, en su mayoría, eran de tierra, al igual que las calles, aunque encontramos excepciones en algunas casas cuyos suelos sí estaban hechos de piedra o incluso de la pizarra anteriormente mencionada.

## Estampillas
Dentro de la producción cerámica del cerro de las Cabezas se encuentra, entre otro tipo de decoraciones del mundo ibérico (barnices, figuras o patrones), una serie de estampillas ubicadas en las diferentes piezas. Estas podrían haber sido realizadas con piezas de origen vegetal o animal, como pueden ser astas de ciervo u otro tipo de fauna, las cuales tendrían en uno de sus extremos el positivo de la figura que se quiere representar y que al ser impresos en la cerámica, anterior al proceso de secado y cocción, se quedaría el negativo representado en la pieza. Esta decoración mediante estampillado solo se ha visto dentro del mundo ibérico en este yacimiento del Cerro de las Cabezas, dando a pensar a los investigadores que fue un fenómeno único de este poblado o que no se han encontrado aún muestras en otros yacimientos. 
Posibles razones del surgimiento de este tipo de decoración, podrían deberse tanto al contacto con el mundo oriental, vía comercio con el pueblo Fenicio y la adopción de mucha de su cultura gracias a su influencia en el mundo íbero, o como un surgimiento local del pueblo Oretano, aunque sólo tenemos constancia de su uso en este yacimiento, siendo a su vez presente en la gran mayoría de piezas existentes, contando con más de cien estampillas descubiertas a día de hoy. 
Dentro de la multitud de variantes que han llegado hasta nuestros días es cierto que hay ciertas figuras que se repiten a lo largo de muchas piezas, como pueden ser los elementos geométricos, flores, destacando entre ellas la flor de loto entre cinco puntas que en el mundo fenicio es representante de la diosa Astarté; y seres fantásticos, como pueden ser el "carnicero" (una figura que puede representar un lobo o un león, pero de la cual no se tiene certeza absoluta) o lo que se cree que es un grifo y que puede guardar relación con un anillo encontrado en este mismo yacimiento, en el cual se ve la forma de un grifo con tres estrellas, que guarda cierta similitud con el símbolo empleado en las monedas del poblado íbero de Cástulo.
El significado de estas figuras aún se encuentra en discusión entre los expertos, a pesar de que las teorías más plausibles indican de que simplemente se trate de algún tipo de decoración, aunque no se descartan las teorías que sostienen de que se trate de algún tipo de marca de autoría, propiedad o un lenguaje o forma de comunicación simple, del cual no se tiene constancia.

## Sociedad
Sobre la sociedad del cerro no hay estudios específicos, pero todo apunta a que sería similar a lo que se conoce en otros puntos del mundo ibérico. El emplazamiento ha estado habitado durante muchos siglos, implicando cambios en las sociedades que se pueden percibir en el registro arqueológico. Las recientes excavaciones nos dan una idea de cómo podría ser la sociedad de este momento. Se han encontrado más de una casa que podría pertenecer a familias aristocráticas, por lo que habría un sistema de  jerarquización y diferenciación social, con las elites aristocráticas con poder sobre otras clases. Bajo de ellos existían hombres libres como artesanos, alfareros, ganaderos, y guerreros. Sin embargo, la mayoría de la población estaría formada por campesinos, y bajo de ellos, los esclavos y sirvientes. Algunos campesinos incluso vivirían en chozas extramuros. 
Rodeando el poblado se encuentra la muralla y sus diferentes torres de vigilancia, prueba de que era una sociedad guerrera. Las armas asociadas a enterramientos masculinos de alta esfera social también sirven para identificar a esta sociedad con el mundo bélico. 
Además, contarían con un urbanismo planificado y complejo que incluiría la ordenación de las calles y de los ámbitos de producción, y la creación de obras públicas. En este emplazamiento se diferencian varios bastiones de almacenaje de producción de grano, demostrando así el nivel de administración (quizás centralizada) de los recursos que manejaban.
Las casas se encuentran muy bien preparadas, en ellas se pueden encontrar diferentes habitaciones como la cocina y dentro de ellas diferentes elementos en los que destacan los hornos. Aunque en las casas individuales ya había hornos, también existían una serie de hornos comunales, que tenían varias funciones: servían como lugar de reunión para las mujeres del poblado, y también servían para las mujeres que no tenían hornos en casa. Este poblado albergó a trabajadores altamente especializados y con un gran nivel tecnológico. Se han encontrado diferentes tipos de horno según el material que se fuese a cocer (cerámica, metal o pan), y diferentes tipos de molinos; para uva, aceituna o cereal. 
La economía del cerro se basaba en la agricultura de secano y en la cerámica. Destacaban los comerciantes que vendían su cerámica y además, también usaban el cereal que cultivaban como bien de intercambio. El Cerro de las Cabezas se encontraba situado en una zona principal de paso para rutas comerciales, asignándose también como punto de parada de los viajeros. Los habitantes disfrutaban de los beneficios de estas rutas de medio y alto alcance, estableciendo conexiones directas con los pueblos de alrededor, pero también indirectas con comunidades mediterráneas. 
En cuanto al género, y extrapolando al mundo ibérico en general, el registro confirma la distinción en los enterramientos. Los hombres se relacionaban con la guerra y las mujeres con el cuidado personal, aunque con algunas excepciones como la famosa Dama de Baza.  Sobre la práctica de actividades cotidianas no se tiene mucha información. 
Las mujeres trabajaban y vivían en el ámbito doméstico, pero gozaban de vida pública, como se muestra en representaciones de danzas rituales.

## Contexto medioambiental

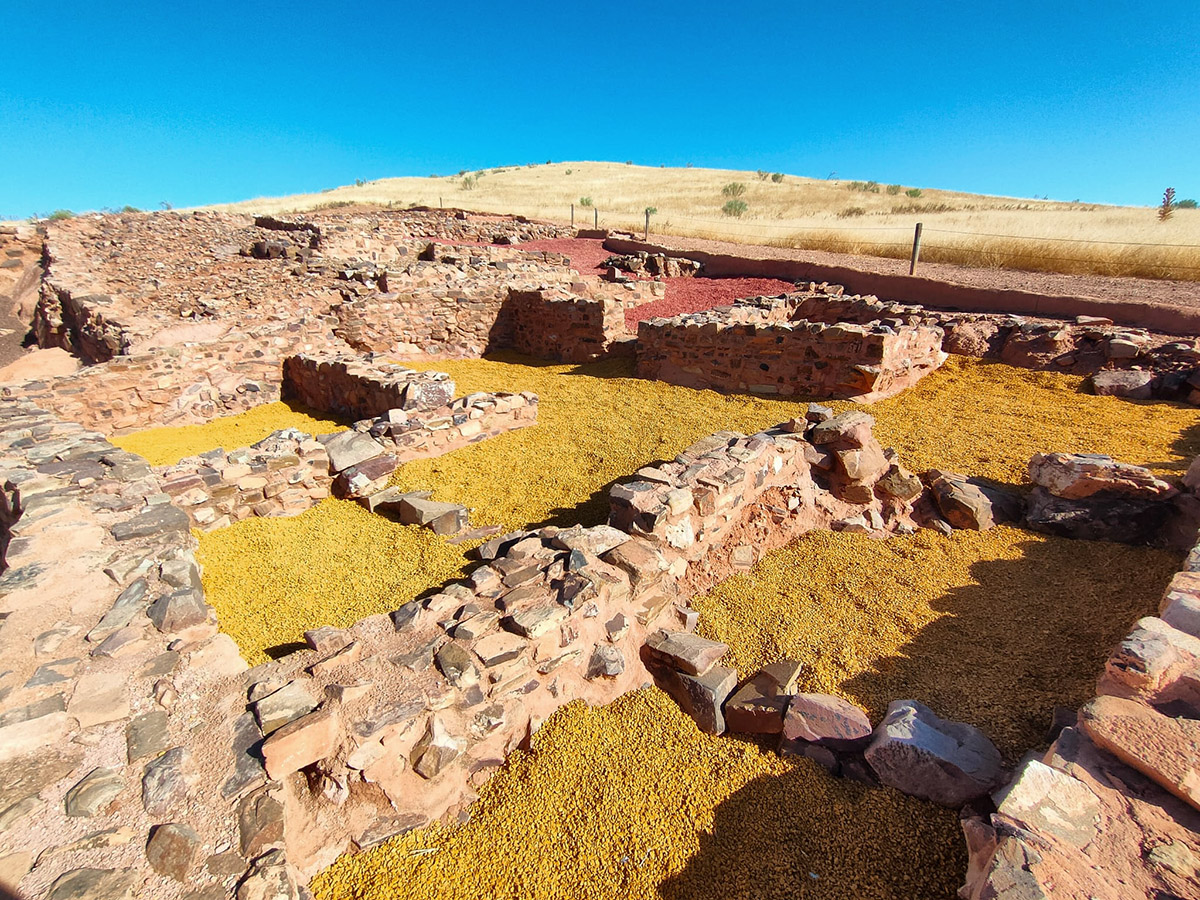
Yacimiento del Cerro de las Cabezas, donde la graba amarilla indica zona de cereales

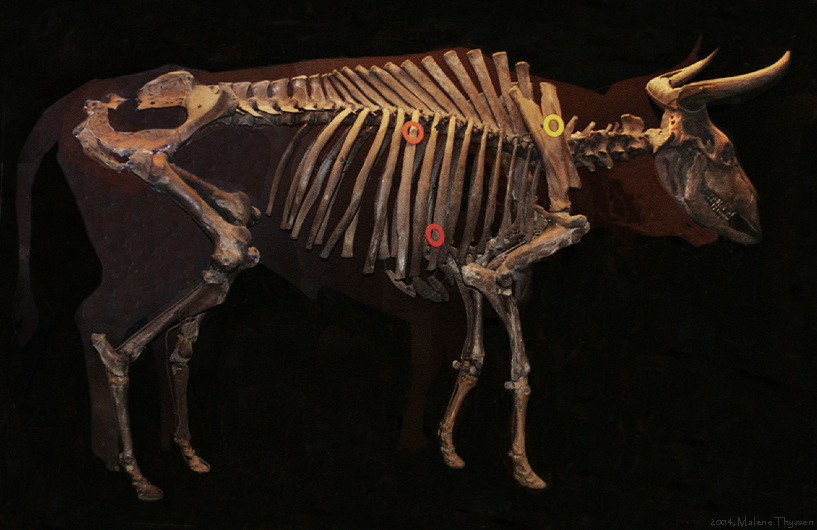
Esqueleto del Uro

Según varios estudios realizados en esta zona, en la época en la que se establecieron las poblaciones en el Cerro de las Cabezas, la región presentaba un clima similar al actual, con un clima mediterráneo con inviernos suaves y lluviosos y veranos cálidos y secos. Sin embargo, durante la Edad del Bronce, período en el que se establecieron los poblados en el Cerro de las Cabezas, se produjo una intensificación de la aridez en la zona debido a la variabilidad climática. La vegetación predominante en la época era la encina y el alcornoque, lo que sugiere la presencia de bosques y un aprovechamiento de sus recursos, como la madera para la construcción de viviendas y herramientas. Además, también se ha encontrado evidencia de la presencia de olivos y viñedos, además de cultivos como la cebada y el trigo en la zona, lo que sugiere una agricultura más desarrollada, debido a la transformación de alimentos para conseguir el vino o el aceite. También se han encontrado restos de vegetación salvaje como es el caso de esparragueras o higueras. Algunos usos que se le daban a este tipo de vegetación se cree que era de uso medicinal. En el yacimiento podemos ver una serie de parcelas con graba de color amarillo donde nos indican donde había una producción de trigo o cereales. En cuanto a la fauna, se han encontrado restos de animales domésticos, como vacas, cerdos y ovejas, así como de animales salvajes, como ciervos, jabalíes, uros (antepasados del toro), caballos y conejos, los cuales se cazaban y se comían. Esto indica que la economía de las poblaciones del Cerro de las Cabezas era mixta, combinando la ganadería con la caza y la recolección. En cuanto a la explotación de los recursos naturales, se han encontrado evidencias de la explotación de minerales como el cobre y el hierro, que sugiere la existencia de una economía basada en la metalurgia. Además, también se ha encontrado evidencia de la producción de cerámica en grandes hornos como los que encontramos en el yacimiento y la elaboración de textiles.